# Alampla nubicincta
Alampla nubicincta är en fjärilsart som beskrevs av Edward Meyrick 1938. Alampla nubicincta ingår i släktet Alampla och familjen Immidae. Inga underarter finns listade i Catalogue of Life.